# Мохаммед Саейд
Мохаммед Саейд (англ. Mohammed Saeid, нар. 24 грудня 1990, Еребру) — еритрійський футболіст, півзахисник клубу «Сіріус» (Уппсала).
Виступав, зокрема, за клуби «Форвард» та «Еребру», а також національну збірну Еритреї.

## Клубна кар'єра
Народився 24 грудня 1990 року в місті Еребру. В 11-річному віці у футболці «Форварда» на одному з турнірів його помітили скаути «Фулгема». Англійський клуб привів його до гри зі своєю юнацькою командою, але в результаті не підписав його. Англійський клуб запросив його до своєї юнацької команди, проте до підписання контракту справа не дійшла. Проте скаути «Вест-Бромвіч Альбіон», які спостергіали під час його виступів за «Фулгемом», запропонували Мохаммеду молодіжний контракт.
У 2009 році повернувся до свого колишнього клубу, третьолігового «Форарда». У команді провів три сезони, найуспішнішим з яких був сезон 2011 року, в якому Саейд відзначився 8-а голами на позиції півзахисника. Завдяки цьому Мохаммедом зацікавилися клуби АІКа, «Мальме» та «М'єльбю». Зрештою обрав «Еребру», а на початку 2012 року продовжив контракт з клубом. Дебютував за нову команду 16 травня 2012 року в нічийному (2:2) поєдинку проти АІКа По завершенні контракту в грудні 2012 року приєднався до американського клубу «Коламбус Крю».
14 березня 2015 року Саейд дебютував у стартовому складі за «Коламбус Крю» замість центрального півзахисника Тоні Чані, який відбував 1-матчеву дискваліфікацію. Мохаммед зіграв у тому матчі 76 хвилин, а «Крю» обіграли «Торонто» з рахунком 2:0.
31 березня 2017 року «Міннесота Юнайтед» придбала Саейда, Джошуа Гетта та місце збірника-легіонера в Колорадо-Репідс за Марка Берча та Сема Кроніна. Дебютував за «Міннесотою Юнайтед» 3 березня в поєдинку проти «Портленд Тімберз». За «Репідз» Мохаммед дебютував 15 квітня в так званому «Кубку Скелястих гір», дербі в рамках чемпіонату проти «Реал Солт-Лейк», де на 32-й хвилині замінив травмованого Бісмарка Боатенга. 23 серпня в матчі проти «Портленд Тімберс» відзначився дебютним голом у MLS.
29 грудня 2017 року стало відомо, що Мохаммед приєднається до представника данської Суперліги «Люнгбю» напередодні старту сезону 2018 року.
3 серпня 2018 року приєднався до «Сіріуса» (Уппсала), з яким підписав контракт до завершення 2021 року. 

## Виступи за збірну
У вересні 2019 року отримав перший виклик до національної збірної Еритреї на поєдинки кваліфікації чемпіонату світу 2022 року. Дебютував за збірну 10 вересня 2019 року в поєдинку проти Намібії. Мохаммед вийшов на поле в стартовому та зіграв 81 хвилину, проте не зміг допомогти еритрейцям уникнути вильоту з турніру.

## Особисте життя
Народився в Швеції в родині етнічних еритрейців.

## Статистика виступів

### Статистика виступів за збірну
| Дата      | Місто   | Господарі | Результат | Гості   | Турнір            | Голи | Примітки |
| --------- | ------- | --------- | --------- | ------- | ----------------- | ---- | -------- |
| 10-9-2019 | Віндгук | Намібія   | 2 – 0     | Еритрея | Відбір до ЧС 2022 | -    | 82'      |
| Усього    |         | Матчів    | 1         |         | Голів             | 0    |          |